# Kurubarahalli, Kadur
Kurubarahalli là một làng thuộc tehsil Kadur, huyện Chikmagalur, bang Karnataka, Ấn Độ.